# Aurelio Crippa
Aurelio Giuseppe Crippa (Sesto San Giovanni, 21 agosto 1941) è un politico e sindacalista italiano.
Nella sua vita è stato da apprendista meccanico a manovale specializzato, operaio qualificato, operaio specializzato, dirigente sindacale, quindi dirigente politico.

## Biografia

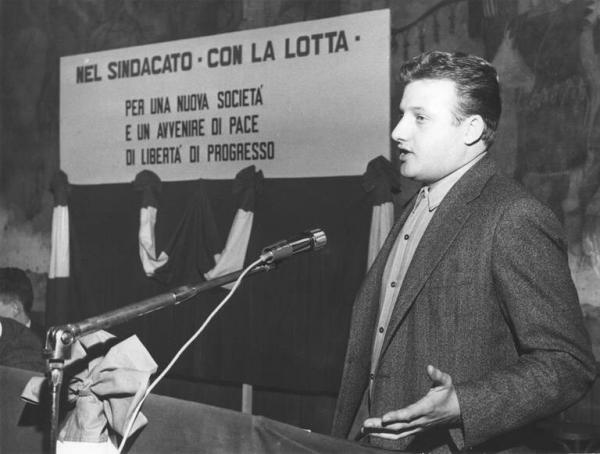
Aurelio Crippa durante un'assemblea, Milano 30 dicembre 1967, foto di Silvestre LoConsolo

Ha conseguito la licenza scuola media con frequenza sino al terzo anno di una scuola serale per perito elettromeccanico (il binomio scuola-lavoro è determinato dalle ristrettezze economiche familiari).
Entra nel mondo del lavoro nel 1956 in una azienda artigiana in Sesto San Giovanni, la Labor, come apprendista meccanico. Nel 1959 è alla Ambrogio Gaetano.
Nel 1960 il raggiungimento del sogno dei giovani di allora: lavorare in una grande fabbrica. Il 7 giugno viene assunto alla Magneti Marelli (Stabilimento A di Sesto San Giovanni) con contratto di lavoro a termine (6 mesi) come manovale specializzato. L'incontro con le lotte operaie, la brutalità della polizia, la divisione sindacale (lo sciopero generale indetto dalla Cgil per i morti di Reggio Emilia nel luglio del 1960), di cui era a conoscenza ma solo attraverso la stampa e le immagini della tv. Si iscrive al sindacato Fiom-Cgil. È fra i promotori dei giovani della Fiom e nel corso della storica vertenza degli elettromeccanici milanesi (1960-1961) dà vita, alla Magneti Marelli, a un coordinamento giovani Fim-Fiom-Uilm che si fa sentire e che proprio per questo Fim e Uilm cercano di smantellare, alla fine riuscendovi, anche sulla base della divisione sindacale che vigeva allora. L'incrinatura dei rapporti nello schieramento di sinistra (PCI e PSI) con l'avvio della discussione sul primo centrosinistra gli fanno maturare la convinzione che oltre all'impegno sindacale è necessario l'impegno politico e per questo nel 1961 si iscrive alla Federazione Giovanile Comunista Italiana. Dopo il periodo militare (1963-1964) rientra in azienda alla Marelli Lemkurt a Cassina de Pecchi, dove riprende l'attività sindacale rendendosi protagonista della costituzione della sezione sindacale aziendale della Fiom Cgil di cui diventa responsabile, scelta questa del sindacato per affermare la presenza del sindacato in azienda allora non riconosciuta dal padronato.
Nel 1965 è eletto membro della commissione interna nella lista Fiom Cgil in rappresentanza degli operai e nel comitato direttivo della Fiom Cgil di Milano.
Dopo anni di militanza nella Fgci, nel 1966 si iscrive al Partito Comunista Italiano, contribuendo alla costituzione prima della cellula e poi della sezione di fabbrica.
È leader della vertenza aziendale (1968-1969) nella quale è promotore di un'esperienza - consiglio di fabbrica - che suscita l'interesse in modo particolare di Bruno Trentin, segretario generale della Fiom, e contribuirà poi a definire la proposta di riorganizzazione delle strutture di base del sindacato (consigli di fabbrica).
Nel 1968 è candidato alle elezioni politiche per la Camera dei deputati per il PCI nel collegio Milano-Pavia (non eletto, con 1754 voti di preferenza).
Nel 1971 accetta la proposta della Fiom di Milano e diventa funzionario sindacale nella zona di Sesto San Giovanni, Cologno Monzese, Zona 10 (MI). Nel 1972 viene mandato in Brianza a costituire una nuova zona sindacale della Fiom (Desio, Carate). Nel 1974 è richiamato di nuovo dalla Fiom alla zona di Sesto S. Giovanni. Dal 1979 è inviato dalla Fiom come responsabile alla zona Fiom Cgil romana. Passa quindi dalla categoria Fiom alla confederazione CGIL: dal 1982 è segretario della Camera del lavoro di Sesto San Giovanni, Cologno Monzese, Zona 10, dal 1989 è membro della segreteria della camera del lavoro metropolitana di Milano.
Nel 1991 è tra i fondatori del Partito della Rifondazione Comunista. Entra nella segreteria nazionale del PRC nel 1994 come responsabile dell'organizzazione.
Viene eletto Senatore nella XII legislatura, nel 1994, nel collegio di Sesto San Giovanni-Niguarda e nella XIII Legislatura, nel 1996, nel collegio di Genova. Alle successive elezioni politiche del 2001 è ricandidato al Senato nel collegio di Sesto San Giovanni, sua città di nascita, ma non viene rieletto.
Con il congresso del 2002 lascia la segreteria nazionale, restando membro della direzione del partito. Al successivo congresso del PRC del 2005 sottoscrive la mozione L'alternativa di società promossa dal segretario nazionale Fausto Bertinotti, presentando specifici emendamenti riferiti in particolare all'autoriforma del partito. Nel seguente congresso del giugno 2008 è promotore con Paolo Ferrero, Maurizio Acerbo e Claudio Grassi della mozione Rifondazione Comunista in movimento Rilanciare il Partito, costruire l'unità a sinistra, viene rieletto nel comitato politico nazionale e nella direzione nazionale del PRC.